# 44. BAFTA-gála
A 44. BAFTA-gálát 1991-ben tartották, melynek keretében a Brit film- és televíziós akadémia az 1990. év legjobb filmjeit és alkotóit díjazta.

## Díjazottak és jelöltek
(a díjazottak félkövérrel vannak jelölve)

### Legjobb film
Nagymenők
- Bűnök és vétkek
- Miss Daisy sofőrje
- Micsoda nő!

### Legjobb nem angol nyelvű film
Cinema Paradiso (Nuovo cinema Paradiso) • Olaszország
- Montreáli Jézus (Jésus de Montréal) • Franciaország/Kanada
- Milou májusban (Milou en mai) • Franciaország/Olaszország
- Romuald és Juliette (Romauld and Juliette) • Franciaország

### David Lean-díj a legjobb rendezésért
Martin Scorsese - Nagymenők
- Woody Allen - Bűnök és vétkek
- Bruce Beresford - Miss Daisy sofőrje
- Giuseppe Tornatore - Cinema Paradiso

### Legjobb főszereplő
Philippe Noiret - Cinema Paradiso
- Tom Cruise - Született július 4-én
- Robert De Niro - Nagymenők
- Sean Connery - Vadászat a Vörös Októberre

### Legjobb női főszereplő
Jessica Tandy - Miss Daisy sofőrje
- Michelle Pfeiffer - Azok a csodálatos Baker fiúk
- Shirley MacLaine - Képeslapok a szakadékból
- Julia Roberts - Micsoda nő!

### Legjobb férfi mellékszereplő
Salvatore Cascio - Cinema Paradiso
- Alan Alda - Bűnök és vétkek
- Al Pacino - Dick Tracy
- John Hurt - A rét

### Legjobb női mellékszereplő
Whoopi Goldberg - Ghost
- Anjelica Huston - Bűnök és vétkek
- Billie Whitelaw - A Kray fivérek
- Shirley MacLaine - Acélmagnóliák

### Legjobb adaptált forgatókönyv
Nagymenők - Martin Scorsese, Nicholas Pileggi
- Született július 4-én - Ron Kovic, Oliver Stone
- Miss Daisy sofőrje - Alfred Uhry
- Képeslapok a szakadékból - Carrie Fisher
- A rózsák háborúja - Michael J. Leeson

### Legjobb eredeti forgatókönyv
Cinema Paradiso - Giuseppe Tornatore
- Bűnök és vétkek - Woody Allen
- Ghost - Bruce Joel Rubin
- Micsoda nő! - J.F. Lawton

### Legjobb operatőri munka
Oltalmazó ég
- Az 54. hadtest
- Nagymenők
- Cinema Paradiso

### Legjobb jelmez
Nagymenők
- Cinema Paradiso
- Dick Tracy
- Micsoda nő!

### Legjobb vágás
Nagymenők
- Dick Tracy
- Cinema Paradiso
- Bűnök és vétkek

### Legjobb smink
Dick Tracy
- Boszorkányok
- Cinema Paradiso
- Ghost

### Anthony Asquith-díj a legjobb filmzenének
Cinema Paradiso - Ennio Morricone, Andrea Morricone
- Azok a csodálatos Baker fiúk - Dave Grusin
- Memphis Belle - George Fentonk
- Képeslapok a szakadékból - Carly Simon

### Legjobb díszlet
Dick Tracy
- Cinema Paradiso
- Vadászat a Vörös Októberre
- Oltalmazó ég

### Legjobb hang
Azok a csodálatos Baker fiúk
- Dick Tracy
- Veszett a világ
- Vadászat a Vörös Októberre

### Legjobb vizuális effektek
Drágám, a kölykök összementek!
- Total Recall – Az emlékmás
- Dick Tracy
- Ghost